# Mycetophila tapuiai
Mycetophila tapuiai är en tvåvingeart som beskrevs av Lane 1958. Mycetophila tapuiai ingår i släktet Mycetophila och familjen svampmyggor. Inga underarter finns listade i Catalogue of Life.